# Teresa Felip
Teresa Felip (Reus, 1952) és una dissenyadora, pintora i professora d'educació secundària.
Llicenciada en Belles Arts per la Facultat de Belles Arts de la Universitat de Barcelona, comença la seva activitat artística dissenyant estampats al taller d'Estefania Hubber (1973-1975). Des del 1978 és catedrática d'ensenyament secundari de dibuix als instituts Pau Vila, de Sabadell, Gabriel Ferrater i Soler, de Reus, i a Lleida, Tàrrega i Bellpuig, una activitat que ha combinat sempre amb el seu treball artístic. A finals dels anys setanta realitza les seves primeres exposicions, a Tàrrega, Bellpuig i Reus.
L'any 1985 reprèn la seva activitat com a dissenyadora, i fa dissenys per a la llar. És una feina en la qual treballa durant molt anys i que té una influència important en la seva producció pictòrica. Al 1998 presenta la mostra “Dones ocultes” al Centre de Lectura de la seva ciutat. Cap a l'any 2012 exposa a la Sala Sant Feliu de Montblanc paisatges urbans i dibuixos de cossos nus, plens de frescor i molts d'ells amb una forta càrrega eròtica. L'any següent realitza un canvi significatiu en la seva producció, amb obres en què barreja l'activitat pictòrica amb performances de contingut històric, polític i social, cal destacar “Art en progressió” o “75 anys de la carretera de l'exili”, al refugi del CERAP de Riudoms. L'any 2015 exposa “Dripping als rentadors”, mostra d'un treball en progressió als antics rentadors del Casal de les Dones de Reus.
Les obres d'aquests anys ens parlen d'una pintora influenciada per l'art expressionista amb certa afinitat amb el moviment neoexpressionisme, crea obres de caràcter polític i social, amb tonalitats més fosques, figures amb unes marcades línies de contorn, amb situacions d'angoixa o de repressió, obres que combina amb altres que estan dominades per l'abstracció gestual.